# 카네이션 기행
《카네이션 기행》은 2000년 10월 14일부터 2009년 1월 1일까지 방송되었던 시사교양 프로그램이다.

## 타이틀 변천사
| 기수 | 타이틀               | 방송 기간                          |
| ---- | -------------------- | ---------------------------------- |
| 1기  | 사랑의 카네이션 기행 | 2000년 10월 14일 ~ 2003년 6월 21일 |
| 2기  | 카네이션 기행        | 2003년 6월 29일 ~ 2009년 1월 1일   |

## 기획 의도
<카네이션 기행>에서는 우리 사회에서 점차 잊혀지고 있는 미덕인 효의 의미를 되새겨보고, 가족간의 사랑의 중요성을 일깨우고자 합니다. 부모에 대한 깊은 효행심으로 이 시대를 사는 모든 이들에게 귀감이 될만한 이들을 발굴, 그들의 효 실천 사례를 소개하고자 합니다. 이를 통해 자신을 낳아준 부모의 은혜를 다시 한번 생각하는, 따뜻한 전화 한 통이라도 전할 수 있는 기회가 되었으면 좋겠습니다.

## 코너 소개
- 사랑의 가족 : 우리에게 가족이란 시대가 바뀌어도 언제나 고향과 같이 든든한 언덕으로 자리잡고 있다. 아무런 조건없이 나보다 더욱 나를 생각해주고 아껴주는 존재, 세상의 힘든 일을 함께 나누며 삭막한 세상을 살아가는 데 힘이 되어주는 게 가족이다. 부모자식간의 길고 긴 인연을 효(孝)와 사랑이라는 끈으로 아름답고 즐겁게, 때로는 감동적으로 지켜나가는 가족들이 있다. 진정한 가족의 의미를 재발견하는 이 시간. 평범하지만 가슴 한켠이 흐뭇해지는 우리 시대, 나의 가족들 속으로 들어가보자.

- 우리동네 효자 : 무릇 '효'란 안과 밖에서 모두 행해질 때 그 빛을 발하는 법이다. 내 부모가 살아있을 때엔 부모님 봉양에 최선을 다하고, 부모가 돌아가시고 난 후에는 주변의 노인들을 내 부모처럼 공경하고 모시는 것이 우리가 예로부터 값지게 여겨왔던 효의 아름다운 모습이다. "우리 동네 효자"는 바로 이 효의 정신을 몸소 실천하고 있는 사람들을 만나보는 코너다. 남이 알아주건 알아주지 않건, 묵묵히 외롭고 어려운 노인들을 돌보며, 그들을 위해 다양한 노력을 하는 사람들의 이야기가 시작된다.

## 방송 시간
| 방송 채널 | 방송 기간                          | 방송 시간                              |
| --------- | ---------------------------------- | -------------------------------------- |
| KBS 2TV   | 2000년 10월 14일 ~ 2001년 4월 21일 | 매주 토요일 낮 1시 15분 ~ 2시 10분     |
| KBS 2TV   | 2001년 5월 5일 ~ 2001년 10월 27일  | 매주 토요일 오전 11시 50분 ~ 1시       |
| KBS 1TV   | 2001년 11월 10일 ~ 2003년 6월 21일 | 매주 토요일 오전 11시 ~ 12시           |
| KBS 1TV   | 2003년 6월 29일 ~ 2006년 3월 12일  | 매주 일요일 아침 7시 ~ 7시 30분        |
| KBS 1TV   | 2006년 3월 19일 ~ 2007년 4월 22일  | 매주 일요일 낮 1시 10분 ~ 1시 40분     |
| KBS 1TV   | 2007년 4월 30일 ~ 2008년 11월 10일 | 매주 월요일 오전 10시 55분 ~ 11시 25분 |
| KBS 1TV   | 2008년 11월 20일 ~ 2009년 1월 1일  | 매주 목요일 오전 11시 25분 ~ 11시 55분 |

## 진행자
- 한상권, 이병혜 (2000년 10월 14일 ~ 2001년 10월 27일)
- 이재홍, 국혜정 (2001년 11월 10일 ~ 2002년 3월 30일)
- 김선동, 장혜원 (2002년 4월 1일 ~ 2003년 6월 21일)
- 김선동, 신윤주 (2003년 6월 29일 ~ 2003년 11월 2일)
- 박노원, 정은승 (2003년 11월 9일 ~ 2004년 10월 31일)
- 김동우, 정은승 (2004년 11월 6일 ~ 2005년 5월 1일)
- 故 이성민, 박지윤 (2005년 5월 8일 ~ 2006년 11월 19일)
- 故 이성민, 이정민 (2006년 11월 26일 ~ 2007년 4월 22일)[1]
- 故 이성민, 박현선 (2007년 4월 30일 ~ 2008년 3월 24일)
- 원석현, 백정원 (2008년 3월 31일 ~ 2009년 1월 1일)

## 같이 보기
- 효도우미 0700 (EBS TV)
- 나눔 0700 (EBS TV)

1. ↑  이정민 아나운서의 휴가로 인해 2007년 1월 28일 방송분은 김진희 아나운서가 대신 진행하였다.